# Unité urbaine de Chantilly
L'unité urbaine de Chantilly est une unité urbaine française centrée sur les communes de Chantilly, Gouvieux et Lamorlaye, communes de l'Oise au cœur de la quatrième agglomération urbaine du département, en région Hauts-de-France.

## Situation géographique
L'unité urbaine de Chantilly est située dans la partie méridionale du département de l'Oise, appartenant historiquement à la région du Valois, aux confins des régions Picardie et Île-de-France, dans la mouvance urbaine de Paris.
Chantilly, principale ville de son agglomération urbaine et grand centre touristique qu'animent son célèbre château, son hippodrome et son centre hippique, est située au cœur d'un vaste massif boisé comprenant les belles forêts de Chantilly où cette dernière s'étend sur 6 300 hectares, du Lys, d'Ermenonville et d'Halatte. La ville est baignée par la Nonette, un petit affluent de rive gauche de l'Oise.
L'agglomération s'étend dans le sud du département de l'Oise, en limite de la région parisienne, prolongeant l'urbanisation de l'aire urbaine de Paris au nord.
Chantilly est située à 79 km au sud d'Amiens, l'ancienne capitale régionale de la Picardie et à 39 km au sud-est de Beauvais, la préfecture de l'Oise. Quant à sa situation par rapport à la capitale, elle fait partie de son aire d'attraction, se trouvant seulement à 38 km au nord de Paris.

## Données générales
En 2010, selon l'INSEE, l'unité urbaine de Chantilly était composée de sept communes, toutes situées dans le département de l'Oise, plus précisément dans l'arrondissement de Senlis.
Dans le nouveau zonage réalisé en 2020, elle est composée des sept mêmes communes.
En 2022, avec 37 039 habitants, elle représente la 4e unité urbaine du département de l'Oise, se classant après les unités urbaines de Creil (1er rang départemental), de Compiègne (2e rang départemental) et de Beauvais (3e rang départemental et préfecture du département).  Elle devance celle de Clermont qui occupe le 5e rang départemental.
Dans la région Hauts-de-France où elle se situe, elle se classe au 20e rang régional se situant après l'unité urbaine de Soissons (19e rang régional) et avant l'unité urbaine de Saint-Amand-les-Eaux (21e rang régional).
En 2022, sa densité de population qui s'élève à 400 hab/km2 en fait une unité urbaine moyennement densément peuplée pour une agglomération de son importance. Par sa superficie, elle ne représente que 1,58 % du territoire départemental mais, par sa population, elle regroupe 4,46 % de la population du département de l'Oise.
L'unité urbaine de Chantilly, qui subit fortement l'attraction parisienne, est située dans l'aire d'attraction de Paris.

## Composition de l'unité urbaine en 2020
Elle est composée des sept communes suivantes :
| Nom                  | Code Insee | Département | Statut       | Superficie (km2) | Population (dernière pop. légale) | Densité (hab./km2) | Modifier                                    |
| -------------------- | ---------- | ----------- | ------------ | ---------------- | --------------------------------- | ------------------ | ------------------------------------------- |
| Chantilly            | 60141      | Oise        | ville-centre | 16,19            | 10 740 (2022)                     | 663                | modifier les données · modifier les données |
| Gouvieux             | 60282      | Oise        | ville-centre | 23,25            | 8 934 (2022)                      | 384                | modifier les données · modifier les données |
| Lamorlaye            | 60346      | Oise        | ville-centre | 15,34            | 9 097 (2022)                      | 593                | modifier les données · modifier les données |
| Avilly-Saint-Léonard | 60033      | Oise        | banlieue     | 11,96            | 866 (2022)                        | 72                 | modifier les données · modifier les données |
| Boran-sur-Oise       | 60086      | Oise        | banlieue     | 11,25            | 2 135 (2022)                      | 190                | modifier les données · modifier les données |
| Coye-la-Forêt        | 60172      | Oise        | banlieue     | 6,96             | 3 868 (2022)                      | 556                | modifier les données · modifier les données |
| Vineuil-Saint-Firmin | 60695      | Oise        | banlieue     | 7,78             | 1 399 (2022)                      | 180                | modifier les données · modifier les données |

## Évolution démographique
| 1968   | 1975   | 1982   | 1990   | 1999   | 2010   | 2015   | 2022   |
| ------ | ------ | ------ | ------ | ------ | ------ | ------ | ------ |
| 25 099 | 29 630 | 33 190 | 36 615 | 36 474 | 37 866 | 37 349 | 37 039 |

#### Données générales
- Unité urbaine en France
- Aire d'attraction d'une ville
- Liste des unités urbaines de France

#### Données démographiques en rapport avec l'unité urbaine de Chantilly
- Aire d'attraction de Paris
- Arrondissement de Senlis

#### Données démographiques en rapport avec l'Oise
- Démographie de l'Oise